# Erich Hagenlocher
Erich Hagenlocher (* 24. Juli 1895 in Stuttgart; † 12. Dezember 1958 ebenda) war ein deutscher Karambolagespieler und mehrfacher Weltmeister.

## Karriere

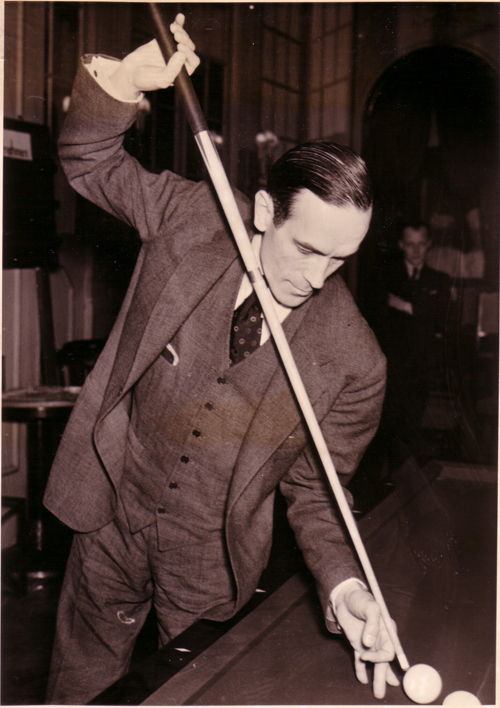
Hagenlocher beim Spiel

### 1910–1930
In Stuttgart geboren war Erich Hagenlocher zunächst als Lehrling in einer Maschinenfabrik tätig. Zufällig führte ihn sein Weg mit etwa 15 Jahren in den Billardsaal Wilhelmsbau und er erhielt dort die ersten Anleitungen von den Billardmeistern Stehle und Straub. Schon nach einem Jahr spielte er auf dem großen Billard einen Durchschnitt zwischen 4 und 5. Das Billard-Spiel gefiel ihm derart, dass er seinen ursprünglich vorgesehenen Beruf aufgab.
Über Karlsruhe und Frankfurt am Main kam der junge Mann 18-jährig nach Berlin, verbesserte sich mit der tatkräftigen Hilfe Zielkas rasch auf 6-8 Durchschnitt und schaffte dabei häufig Serien über 100 Points. Mit Meister Jean Bruno trainierte Hagenlocher fast 18 Monate lang und erhielt außerdem wertvolle Anregungen von dem Berufsspieler Jamada, der im Cafe Zielka Schaukämpfe vorführte. Das Meisterdiplom (damals üblich bei den Berufsspielern) überreichte man dem jungen, strebsamen Billardspieler im Alter von 20 Jahren.
Eine bedeutende Wende führte wohl seine Begegnung mit Hans Niedermayr herbei. Täglich sahen sich die beiden in der Woerz’schen Akademie. Niedermayr selbst sagte, dass er wohl nie einen Schüler hatte, der so ausdauernd und gründlich der Materie Billard auf den Grund zu kommen trachtete. Hagenlocher erzielte rapide Fortschritte; Serien von zwei- und dreihundert waren keine Seltenheit mehr für ihn.
1919 fühlte er sich so stark, dass er eine Turnierserie durch die Schweiz, Italien und die Türkei unternahm. Der dauernde Wechsel von einem Billard auf das andere, immer wieder in einer anderen Stadt, festigte sein Spiel ungemein. Seine Sicherheit wuchs von Turnier zu Turnier. Nach Deutschland zurückgekehrt fand er keinen Gegner mehr, der ihn hätte schlagen können. Und so reiste er noch im selben Jahr in die USA. Die leidlich harte Schule seiner südeuropäischen Reise sollte ihm dort zustattenkommen.
Das Material, das er in den USA antraf, war gewiss nicht in allen Orten das, was er sich wünschte. So war er gezwungen, sich vom Material so weit wie möglich unabhängig zu machen, unkompliziert zu spielen und alle Risiken auszuschalten. Auf einen ihm fremden Bandenabschlag hat er sich schnell eingestellt und sein Spiel zeigte eine enorme Genauigkeit. Immer wieder fand er eine Fortsetzung der Serie, selbst in schwierigen Situationen. Für den unbefangenen Zuschauer ergab sich daraus eine scheinbare Einfachheit des Spiels, hinter der aber Meisterschaft in höchster Vollendung steckte.
Das Publikum hat Hagenlocher gefeiert, sodass er stets mehr Angebote erhielt als er annehmen konnte. In den zwanziger Jahren vollzog sich sein unruhiges Leben ständig auf dem Wechsel zwischen Europa und Amerika. Auf einer dieser Reisen (im Jahr 1922) heiratete er die Tochter seines großen Gönners Zielka.
Wieder in den USA hatte er seine größten Erfolge. Allerdings war sein erster Auftritt bei einer Weltmeisterschaft vom 13. bis 21. November 1922 in New York mit allen Großen der damaligen Zeit nur mit dem sechsten und damit letzten Platz für ihn sehr enttäuschend. Sieger der 10. Profi-Weltmeisterschaft wurde Willie Hoppe vor Jacob Schaefer junior, Roger Conti, Edouard Horemans und Welker Cochran. Zwischen den Weltmeisterschaften konnten die Profis den amtierenden Weltmeister herausfordern. Die Chance auf ein Herausforderungsmatch bekam Hagenlocher vom 9. bis 11. März 1926 in Philadelphia gegen den amtierenden Cadre 45/2-Profi-Weltmeister Jake Schaefer jun. Er siegte in einer Partie bis 1500 Points mit einem Durchschnitt von 27,27 und einer Höchstserie von 308 und war erstmals Weltmeister. Den Titel verlor er gegen Willie Hoppe bei einem Herausforderungsmatch vom 5. bis 7. Januar 1927 in New York. In Amerika war es damals üblich, Partien auf längere Distanzen in Abschnitten zu 300 oder 400 Points zu spielen. Im selben Jahr gewann er eine Partie gegen Welker Cochran bis 2400 Points mit einem Durchschnitt von 70,00. Hierbei beendete er mehrere Abschnitte in nur einer Aufnahme. Prolongierte Serien waren in Amerika nicht üblich. Dadurch konnten keine Serien über 300 bzw. 400 gespielt werden. Bei der 12. Profi-Weltmeisterschaft vom 1. bis 3. März 1927 in Washington wurde er knapp Zweiter hinter Cochran, gegen den er auch ein Herausforderungsmatch vom 29. September bis 1. Oktober 1927 in Chicago äußerst knapp verlor. Bemerkenswert ist auch eine Cadre-45/2-Serie von 583 auf deutschem Boden gegen den Billardmeister Rau. Immer wieder aber traf er auf den amerikanischen Cadrespezialisten Cochran. Dieser war und blieb sein hartnäckigster Gegner.

### 1930–1950
In sportlicher und finanzieller Hinsicht waren die 16 Jahre, die Hagenlocher in den USA verbrachte, ein großer Erfolg. Für einen Schaukampf 1932 in New York beispielsweise erhielt er an einem Abend die beachtliche Summe von 2000 Dollar. Das ist aber nicht die Regel gewesen. Deshalb ist es in diesem Zusammenhang interessant zu wissen, dass die Billardfabriken zur Belebung der großen Billardsäle regelmäßig die stärksten Berufsspieler gegen ein festes Honorar verpflichten, dort Schauvorstellungen und Unterricht zu geben. Bei der 14. und damit letzten Cadre 45/2 Profi-Weltmeisterschaft vom 26. März bis zum 7. April 1934 in Chicago holte sich Erich Hagenlocher seinen zweiten Weltmeistertitel. Somit wäre er auch heute noch amtierender Weltmeister der Profis in dieser Disziplin. An Profi-Europameisterschaften nahm er nie teil. Vom 5. bis 8. Mai 1938 spielte er in Gelsenkirchen seine einzige deutsche Profi-Meisterschaft im Cadre 45/2 mit. Er deklassierte alle seine Gegner. Zum Schluss hatte er mit einem Durchschnitt von 65,12 fast den doppelten Durchschnitt wie der Zweite Hans Weiß (32,47).
Die Jahre bis zum Kriegsbeginn in Deutschland waren für Hagenlocher ausgefüllt mit Engagements in allen deutschen Großstädten und mit Turnieren. Dabei stellte sich heraus, dass Hagenlocher allen deutschen Spitzenspielern haushoch überlegen war. Kurz vor Ausbruch des Krieges fuhr er in die Schweiz und belebte in Genf und Lausanne den Billardsport. Warum er 1942 nach Deutschland zurückkehrte, ist nicht bekannt.
Kaum in Pforzheim angekommen, wurde er  „in seinem alten Beruf“ dienstverpflichtet. Über 30 Jahre waren vergangen, seit er als Junge an einer Maschine gestanden hatte, weil sein Vater, ein Beamter, die technischen Fähigkeiten seines Sohnes zuerst in der Praxis, später in der Hochschule ausbilden wollte. Hagenlocher schrieb 1948 in einem erschütternden Brief an einen Freund: „Arbeiter? Das Wort ist eine gelinde Bezeichnung für das Handwerk, was ich zu verrichten hatte!“

### Lebensabend
Aber der Anfang vom Ende einer so großartigen Billardkarriere, die jahrzehntelang in zwei Kontinenten die Menschen begeisterte, war nicht mehr aufzuhalten. Die durch die schwere Arbeit gefühllos gewordenen Hände konnten kein Queue mehr führen. In der Nachkriegszeit gab es wenig Bedarf nach Mitarbeitern, die im Leben nichts anderes gekannt hatten als das Billardspiel. Bescheiden, wie stets im Leben, suchte er sich eine ruhige Arbeit, die ihn aber nicht mehr befriedigte.
Zwar gelang es noch einmal, Hagenlocher mit dem Queue ans Billard zu bringen, aber er stellte es rasch in den Schrank zurück. Auch folgte er einer Einladung zur Eröffnung des Stuttgarter Billard-Casinos und wagte gemeinsam mit einem Freund den Gang ins Cafe Maurer. Doch der einstige Weltmeister saß auf seinem Stuhl „wie ein Geist und sah versunken dem Lauf der Bälle zu“.
Hagenlocher starb mit 64 Jahren an einem Gehirntumor. Begraben wurde er auf dem Fangelsbachfriedhof in Stuttgart.

## Die Hagenlocher-Capablanca-Legende

### Legende
Als Hagenlocher sich zum Jahreswechsel 1922/23 in Monte Carlo aufhielt, wohnte der kubanische Schachweltmeister José Raúl Capablanca zusammen mit ihm im selben Hotel. Der schach- und billardbegeisterte Hotelbesitzer erkannte seine Chance und arrangierte ein Schach-Billard-Match zwischen den beiden Weltmeistern. Diese sagten auch zu und das Match wurde auf den 31. Dezember 1922 angesetzt. Der Besitzer hatte sich mit seiner Einschätzung nicht vertan, und sein Haus war an dem Abend das bestbesuchte in der monegassischen Hauptstadt. Die Bedingungen waren schnell ausgehandelt und so gab Hagenlocher bei einer Partie auf 100 Punkte seinem Kontrahenten eine Vorgabe von 75, der seinerseits auf seinen Damenturm verzichtete.
Zuerst wurde Billard gespielt. Capablanca, der selber ein guter Billardspieler war, konnte trotz des gewaltigen Vorsprungs von 75 Punkten am Ende mit 94:100 nur noch seine Niederlage eingestehen. Seine Revanche erhielt er jedoch am Brett mit den 64 schwarzen und weißen Feldern und konnte diesmal ebenso überzeugend gewinnen, wie vor ihm Hagenlocher.

### Wahrheit
Dass dieses Match jemals stattgefunden hat, muss jedoch stark bezweifelt werden. Das Online-Portal Chess History hatte diesbezüglich zu einer öffentlichen Klärung aufgefordert. Auslöser war ein Beitrag im kroatischen Schachmagazin Šahovski Glasnik vom Oktober 1982. In äußerst gegensätzlichen und widersprüchlichen Antworten zu diesem Artikel kann man zu dem Schluss kommen, dass die Begegnung nie stattgefunden hat. Ein Herr Müller aus Deutschland schrieb, dass es sich wohl um einen Silvesterscherz der Zeitung Die Welt (Hans Klüvers Kolumne) aus dem Jahre 1951 handelt. David Hooper aus dem englischen Bridport schrieb, dass sich Capablanca gewohnheitsgemäß zu Weihnachten auf Kuba bei seiner Familie aufhielt. Herr Kleinhenz aus Deutschland übersandte eine Ausgabe des Magazins Faschingsschach der Welt (Siegfried Engelhardt Verlag, Berlin-Frohnau, 1963) in der auf Seite 15 der Silvesterscherz aufgelöst wird, mit Hinweis darauf, dass die Deutsche Schachzeitung dies fälschlicherweise in ihrer Ausgabe vom Dezember 1951 als Tatsachenbericht abgedruckt hatte.
Die Legende hält sich jedoch immer noch am Leben. So druckte The Batsford Book of Chess Records (London) 2005 diese Begegnung erneut ab, ohne zu wissen, dass es sich dabei um eine Fälschung handelt. Astrid Hager, von der Online-Ausgabe des Cigar Clan, schrieb ebendies in ihrer Ausgabe vom 4. März 2006. In der Ausgabe 247 des billard-Magazins wird sie erneut erwähnt, dort aber nicht als Tatsachenbericht, sondern in der Rubrik „Damals“.
Das Schachspiel hat aber tatsächlich stattgefunden, und zwar im April 1880, als ein Herr Hoffer eine „Wiener Eröffnung“ ohne Damenturm spielte (Chess Monthly, Mai 1880, Seite 276; Ellis’ Chess Sparks, Seite 86; nennt als Datum April 1880).

## Sonstiges
1923 wurde der später legendär gewordene US-amerikanische Poolspieler Rudolf Walter Wanderone Jr., besser bekannt als „Minnesota Fats“, sein Schüler. Seinen späteren Erfolg führte Wanderone auf seine gute Ausbildung bei Hagenlocher zurück.

## Erfolge
- Profi-Weltmeister im Cadre 45/2: 1926, 1934